# Martin XB-16
Martin XB-16 (Martin Model 145) giống như Boeing XB-15, nó được thiết kế để đáp ứng yêu cầu của Quân đoàn Không quân Lục quân Hoa Kỳ về một loại máy bay ném bom có thể mang 2.500 lb (1.100 kg), tầm bay 5.000 mi (8.000 km).

## Tính năng kỹ chiến thuật (theo thiết kế)
Đặc điểm tổng quát
- Kíp lái: 10
- Chiều dài: 115 ft (35 m)
- Sải cánh: 

  - Thiết kế gốc: 140 ft (43 m)
  - Thiết kế lại năm 1935: 173 ft (52,7 m))
- Chiều cao: ft in (m)
- Diện tích cánh: ft² (m²)
- Trọng lượng rỗng: 

  - Thiết kế gốc: 31.957 lb
  - Thiết kế lại năm 1935: 50.660 lb (47,573 kg)
- Động cơ: 4, sau là 6 × Allison V-1710-3, 1.000 hp ()  mỗi chiếc

- Vận tốc cực đại: 190 mph (170 kt, 310 km/h)
- Vận tốc hành trình: 140 mph (120 kt, 230 km/h)
- Tầm bay: 3.300 mi (2.900 nm, 5.300 km)
- Tải trên cánh: lb/ft² (kg/m²)
- Công suất/trọng lượng: 0,049 hp/lb (80 W/kg)